# André Pilette
André Pilette (ur. 6 października 1918 w Paryżu, zm. 27 grudnia 1993 w Etterbeek) – belgijski kierowca wyścigowy.

## Życiorys
Jego ojciec, Théodore, także był kierowcą wyścigowym. André Pilette rozpoczął ściganie się samochodami HRG tuż po zakończeniu II wojny światowej. W Formule 1 zadebiutował w 1951. Uczestniczył w 14 Grand Prix Formuły 1 do 1964 roku. W latach 1959–1960 uczestniczył także w wyścigu 24h Le Mans, zajmując w 1960 roku w Ferrari drugie miejsce. Wycofał się ze ścigania w połowie lat 60. Następnie do lat 80. prowadził szkołę wyścigową w Zolder. Zmarł w 1993 roku.

## Wyniki w Formule 1
| Legenda oznaczeń w tabelach wyników Wyświetl szablon na nowej stronie | Legenda oznaczeń w tabelach wyników Wyświetl szablon na nowej stronie                                                                     |
| Oznaczenie                                                            | Wyjaśnienie |
| --------------------------------------------------------------------- | --- |
| Złoty                                                                 | Zwycięzca lub mistrzostwo |
| Srebrny                                                               | 2. miejsce lub wicemistrzostwo |
| Brązowy                                                               | 3. miejsce lub II wicemistrzostwo |
| Zielony                                                               | Ukończył, punktował (w klasyfikacji generalnej, gdy zdobył co najmniej jeden punkt na przestrzeni sezonu, poza trzema powyższymi opcjami) |
| Niebieski                                                             | Ukończył, nie punktował (w klasyfikacji generalnej, gdy nie zdobył co najmniej jednego punktu na przestrzeni sezonu)                      |
| Czerwony                                                              | Nie zakwalifikował się (NZ) |
| Czerwony                                                              | Nie prekwalifikował się (NPK) |
| Różowy                                                                | Nie ukończył (NU) |
| Różowy                                                                | Niesklasyfikowany (NS) (w klasyfikacji generalnej, gdy nie został sklasyfikowany w żadnym wyścigu sezonu)                                 |
| Czarny                                                                | Zdyskwalifikowany (DK) |
| Czarny                                                                | Wykluczony (WYK/EX) |
| Biały                                                                 | Nie wystartował (NW) |
| Biały                                                                 | Kontuzjowany (K/INJ) |
| Biały                                                                 | Wyścig odwołany (OD/C) |
| Bez koloru                                                            | Został wycofany (WYC/WD) |
| Bez koloru                                                            | Nie przybył (NP/DNA) |
| Bez koloru                                                            | Nie brał udziału w treningach (NT/DNP) |
| Bez koloru                                                            | Nie został zgłoszony (–) |
| Pogrubienie                                                           | Start z pole position |
| Kursywa                                                               | Najszybsze okrążenie wyścigu |
| †                                                                     | Nie ukończył, ale jego rezultat został zaliczony ze względu na przejechanie więcej niż 90% dystansu wyścigu.                              |
| *                                                                     | Sezon w trakcie |
| 1/2/3                                                                 | Punktowana pozycja w sprincie kwalifikacyjnym                                                                                             |
| Lista systemów punktacji Formuły 1                                    | |

| Rok  | Zespół                | Samochód         | Silnik         | 1   | 2      | 3      | 4      | 5      | 6      | 7      | 8   | 9   | 10  | Msc. | Pkt. |
| ---- | --------------------- | ---------------- | -------------- | --- | ------ | ------ | ------ | ------ | ------ | ------ | --- | --- | --- | ---- | ---- |
| 1951 | Ecurie Belgique       | Talbot-Lago T26C | Talbot R6      | SUI | 500    | BEL 6  | FRA    | GBR    | DEU    | ITA    | ESP |     |     | 22   | 0    |
| 1953 | Ecurie Belge          | Connaught Type A | Lea-Francis R4 | ARG | 500    | NLD    | BEL 11 | FRA    | GBR    | DEU    | SUI | ITA |     | 46   | 0    |
| 1954 | Equipe Gordini        | Gordini Type 16  | Gordini R6     | ARG | 500    | BEL 5  | FRA    | GBR 9  | DEU NU | SUI    | ITA | ESP |     | 19   | 2    |
| 1956 | Equipe Gordini        | Gordini Type 32  | Gordini R8     | ARG | MCO 6* | 500    |        |        |        | DEU NW | ITA |     |     | 28   | 0    |
| 1956 | Scuderia Ferrari      | Ferrari D50      | Ferrari V8     |     |        |        | BEL 6  |        |        |        |     |     |     | 28   | 0    |
| 1956 | Equipe Gordini        | Gordini Type 16  | Gordini R6     |     |        |        |        | FRA 11 |        |        |     |     |     | 28   | 0    |
| 1961 | André Pilette         | Emeryson P       | Climax R4      | MCO | NLD    | BEL    | FRA    | GBR    | DEU    | ITA NZ | USA |     |     | NS   | 0    |
| 1963 | Tim Parnell           | Lotus 18/21      | Climax R4      | MCO | BEL    | NLD    | FRA    | GBR    | DEU NZ |        |     |     |     | NS   | 0    |
| 1963 | André Pilette         | Lotus 18/21      | Climax R4      |     |        |        |        |        |        | ITA NZ | USA | MEX | ZAF | NS   | 0    |
| 1964 | Equipe Scirocco Belge | Scirocco 02      | Climax V8      | MCO | NLD    | BEL NU | FRA    | GBR    | DEU NZ | AUT    | ITA | USA | MEX | NS   | 0    |

* Samochód dzielony z Élie Bayolem.